# Лямбда Гидры
Лямбда Гидры (лат. λ Hydrae), 41 Гидры (лат. 41 Hydrae), HD 88284 — кратная звезда в созвездии Гидры на расстоянии приблизительно 109 световых лет (около 33,3 парсек) от Солнца.

## Характеристики
Первый компонент (WDS J10106-1221Aa) — оранжевый гигант спектрального класса K0IIIbCN0,5, или K0III, или K0. Видимая звёздная величина звезды — +3,6m. Масса — около 2,552 солнечной, радиус — около 8,37 солнечного, светимость — около 51,274 солнечной. Эффективная температура — около 4978 K.
Второй компонент (WDS J10106-1221Ab). Орбитальный период — около 4,3417 года.
Третий компонент — красный карлик спектрального класса M. Масса — около 210,5 юпитерианской (0,2009 солнечной). Удалён в среднем на 2,044 а.е..
Четвёртый компонент (UCAC2 27479502) — жёлто-белая звезда спектрального класса G-F. Видимая звёздная величина звезды — +13,767m. Радиус — около 2,93 солнечного, светимость — около 4,652 солнечной. Эффективная температура — около 5175 K. Удалён на 72,2 угловой секунды.
Пятый компонент (UCAC2 27479501) — жёлто-белая звезда спектрального класса F. Видимая звёздная величина звезды — +11,814m. Эффективная температура — около 6267 K. Удалён на 110 угловых секунд.